# Challenger de Sarasota 2022
El torneo Sarasota Open 2022, denominado por razones de patrocinio Elizabeth Moore Sarasota Open fue un torneo de tenis perteneció al ATP Challenger Tour 2022 en la categoría Challenger 100. Se trató de la 12.ª edición, el torneo tuvo lugar en la ciudad de Sarasota (Estados Unidos), desde el 11 hasta el 17 de abril de 2022 sobre pista de tierra batida (verde) al aire libre.

## Jugadores participantes del cuadro de individuales
| Favorito | País                      | Jugador              | Rank1 | Posición en el torneo |
| -------- | ------------------------- | -------------------- | ----- | --------------------- |
| 1        | Bandera de Estados Unidos | Denis Kudla          | 81    | Semifinales           |
| 2        | Bandera de Australia      | Jordan Thompson      | 83    | Baja                  |
| 3        | Bandera de Chile          | Alejandro Tabilo     | 100   | Semifinales           |
| 4        | Bandera de Estados Unidos | Steve Johnson        | 108   | FINAL                 |
| 5        | Bandera de Colombia       | Daniel Elahi Galán   | 121   | CAMPEÓN               |
| 6        | Bandera de Argentina      | Juan Ignacio Londero | 131   | Primera ronda, retiro |
| 7        | Bandera de Estados Unidos | Jack Sock            | 138   | Cuartos de final      |
| 8        | Bandera de Chile          | Tomás Barrios        | 144   | Segunda ronda         |

- 1 Se ha tomado en cuenta el ranking del 4 de abril de 2022.

### Otros participantes
Los siguientes jugadores recibieron una invitación (wild card), por lo tanto ingresan directamente al cuadro principal (WC):
- Ryan Harrison
- Michael Mmoh
- Govind Nanda

Los siguientes jugadores ingresan al cuadro principal tras disputar el cuadro clasificatorio (Q):
- Adrian Andreev
- Gijs Brouwer
- Alexis Galarneau
- Christian Harrison
- Rinky Hijikata
- Aleksandar Kovacevic

## Campeones

### Individual Masculino
- Daniel Elahi Galán derrotó en la final a  Steve Johnson, 7–6(7), 4–6, 6–1

### Dobles Masculino
- Robert Galloway /  Jackson Withrow derrotaron en la final a  André Göransson /  Nathaniel Lammons, 6–3, 7–6(3)